# Doak VZ-4
Doak VZ-4 (ali Doak Model 16) je bil ameriški eksperimentalni zrakoplov z nagibnim krilom (tiltwing). VZ-4 je imel možnost vertikalnega vzleta in pristanka (VTOL). Prvič je poletel 25. februarja 1958.
Sprva ga je poganjal 840 konjski tubogredni motor Lycoming YT53, kasneje pa močenjši 1000 konjski Lycoming T53-L-1. Največjja hitrost je bila 370 km/h, potovalna pa 282 km/h.

## Specifikacije
- Posadka: 2
- Dolžina: 32 ft 0 in (9,75 m)
- Razpon kril: 25 ft 6 in (7,77 m)
- Višina: 10 ft 0 in (3,05 m)
- Površina kril: 96 ft2 (8,92 m2)
- Prazna teža: 2300 lb (1043 kg)
- Gros teža: 3200 lb (1451 kg)
- Motor: 1 × Avco Lycoming YT53 turbogredni, 840 KM (626 kW)

- Maks. hitrost: 230 mph (370 km/h)
- Dolet: 230 milj (370 km)
- Višina leta (servisna): 6000 ft (1830 m)